# 佐藤綺星
佐藤 綺星（さとう あいり、2004年〈平成16年〉6月24日 - ）は、日本のアイドルであり、女性アイドルグループAKB48のメンバーである。
千葉県出身。

## 来歴
2022年2月から3月に行われた、AKB48第17期生オーディションに合格。同年5月4日、AKB48劇場で17期研究生11人の1人としてお披露目された。
2022年10月19日発売のAKB48の60thシングル『久しぶりのリップグロス』で初めてシングル表題曲の選抜メンバーに選出された。
2024年3月17日に開催された『AKB48春コンサート2024 in ぴあアリーナMM』において、正規メンバーへの昇格が発表された。
2024年6月から8月にかけて放送された、『星屑テレパス』でドラマ初主演を務めた。
2024年7月17日発売のAKB48の64thシングル『恋 詰んじゃった』で初めてシングル表題曲のセンターポジションを務めた。

## 人物
綺星という名前は、ギリシア神話に登場する虹の女神「アイリス」が由来。
4歳上の姉と2歳上の兄がいる。姉はAKB48 15期生の佐藤妃星。
小・中学校のときは常にクラス委員、そして小学校6年生のときは生徒会長を務めていた。
チアダンスを小学校3年生から始める。小学校6年生で全国2位、高校時代に関東大会で1位、全国で2位の実績がある。2025年6月に行われた横浜DeNAベイスターズ「推せ推せ！YOKOHAMA☆IDOL SERIES 2025」にAKB48が出演した際には、企画の一環として佐藤綺星単独で公式チアリーディングチームdianaに混じってチアダンスを披露した。
千葉ロッテマリーンズのファン。佐々木朗希（当時所属）が2022年4月に達成した完全試合を球場で家族と観戦していた。また、高校野球も大好き。

### AKB48
幼少期は大島優子に憧れ「ギンガムチェック」を踊っていた。自身が小学校2年生のときに姉がAKB48に入ったことで、身近に見て育ってきた。コロナウイルスの流行により学校に全然行けず、高校も始まらず、外にも出られない時期が続き、そんなおり姉からOUC48としてYouTubeで配信された劇場公演を見るように勧められ、特に村山チーム4の『 手をつなぎながら』公演を1万回ぐらい見て村山彩希や山内瑞葵のパフォーマンスをかっこいいと思い、改めてAKB48に関心を持つようになった。その後、劇場公演にも行くようになり、チアダンスとしてステージに立つこととは違う空気感やキラキラしている感じがうらやましくて、AKB48に加入したいと思うようになった。
オーディションでは姉が現役メンバー（当時）の妃星であることは明かしておらず、契約のときに母が「妃星がお世話になっていて」と話すと、スタッフにすごい驚かれた。
佐藤綺星の加入によりAKB48での姉妹メンバーは、武藤十夢・小麟姉妹に続いて2組目となった。
連続でシングル表題曲の新センターポジションとなった八木愛月とは、「星月コンビ」と称している。
2022年12月8日、AKB48劇場で行われた「17周年特別記念公演」において、1年間で最も活躍したメンバーらをメンバー間の投票で選ぶ「AKB48アワード・メンバー・オブ・ザ・イヤー」が開催され、MVPとベストルーキー賞を受賞した。

## AKB48での参加楽曲

### シングル選抜楽曲
- 久しぶりのリップグロス
  - Wonderful Love - 「AKB48 17期研究生」名義
- どうしても君が好きだ
  - あの夏の防波堤 - 「AKB48研究生」名義
- アイドルなんかじゃなかったら
  - Do the dance! - 「AKB48 17期18期研究生」名義
- カラコンウインク
  - パパに言えない夜 - 「AKB48 17期研究生」名義
- 恋 詰んじゃった
  - ピンと来た - 「星屑テレパス選抜」名義
  - すれ違う瞬間 - 「AKB48 17期生」名義
- まさかのConfession
  - 桜の花びらたち 2025
- Oh my pumpkin!

### アルバム選抜楽曲
『なんてったってAKB48』に収録
- なんてったってアイドル - （小泉今日子のカバー）
- 淋しい熱帯魚 - （Winkのカバー）
- LOVEマシーン - （モーニング娘。のカバー）

### 配信限定楽曲
- Oh my pumpkin!（AKB48 members ver.）

### 劇場公演ユニット曲
「ここからだ」公演
- 風の待ち伏せ

## 出演

### テレビドラマ
- ミッドナイトファイナルアプローチ（2024年3月20日、山梨放送）[16]
- 星屑テレパス（2024年6月26日 - 8月28日、テレビ東京） - 主演・小ノ星海果 役[6][17]
- 下山メシ 第7話（2024年12月27日、テレビ東京） - 真由 役[18]

### ラジオドラマ
- アキラとあきら（2024年9月30日 - 、九州朝日放送（KBCラジオ）） - 北村亜衣 役[19]

### ネット配信
- たちあがるBRAVERY〜夢を叶えるメソッド〜（2023年7月16日 - 8月12日、KISSMILLe） - 神崎ゆき乃 役[20]

### イベント
- 千葉ロッテマリーンズ「BLACK SUMMER WEEK supported by クーリッシュ」（2025年8月6日、ZOZOマリンスタジアム） - スペシャルリポーター[21]